# Паспорт гражданина Украины для выезда за границу
Паспорт гражданина Украины для выезда за границу (также заграничный паспорт) — документ, удостоверяющий личность гражданина Украины во время пересечения государственной границы Украины и пребывания за границей.

## История
Начиная с момента официального признания Украины в качестве суверенного и независимого государства перед официальной властью встала задача обеспечить собственных граждан соответствующими документами, которые гарантировали бы их право на пересечение государственной границы с целью посещения любой страны или территории мира.
Согласно нормативным законодательным актам, принятым Верховной радой в 1992 и 1993 годах, президент Украины Леонид Кравчук своим Указом от 28 октября 1993 года № 491/93 утвердил «Положение о паспорте гражданина Украины для выезда за границу» и поручил Кабинету министров обеспечить выдачу паспорта гражданина Украины для выезда за границу с 1 января 1994 года. Таким образом граждане Украины впервые получили право на собственный документ, который бы позволил им пересекать государственную границу и находиться в другой стране.
Несмотря на это, действие загранпаспорта Союза Советских Социалистических Республик (1991 года выпуска) не было остановлено и поэтому был создан правовой прецедент, когда граждане Украины для выезда и пребывания за границей использовали документ несуществующей страны.
Преимущество в получении первых украинских загранпаспортов предоставлялась государственным служащим, а обычные граждане Украины могли получать — ещё не один год — загранпаспорта СССР.
Верховной радой рассмотрен и принят правительственный законопроект № 3224, который содержит необходимые нормы относительно оформления и выдачи паспорта гражданина Украины в форме пластиковой карточки (ID), а также о предоставлении необходимых полномочий центрам предоставления административных услуг (ЦПАУ) по принятию заявлений граждан и выдаче гражданам паспорта гражданина Украины и паспорта гражданина Украины для выезда за границу. После принятия этого законопроекта ожидается существенное уменьшение очередей при оформлении паспортов за счет увеличения количества мест, где можно их оформить, количества оборудования, а также работников, которые будут принимать заявления граждан.

## Визовые требования для обладателей
По данным Индекса паспортов, публикуемого консалтинговой компании Henley & Partners совместно с IATA, Украина по данным на IV квартал 2021 года занимала 38-е место в мире по свободе доступа граждан в зарубежные страны: биометрический общегражданский паспорт гражданина Украины позволял въехать без получения визы или с получением визы по прибытии в 136 стран мира, включая страны Шенгенской зоны.

## Описание

### Описание бланка паспорта образца 1994 года

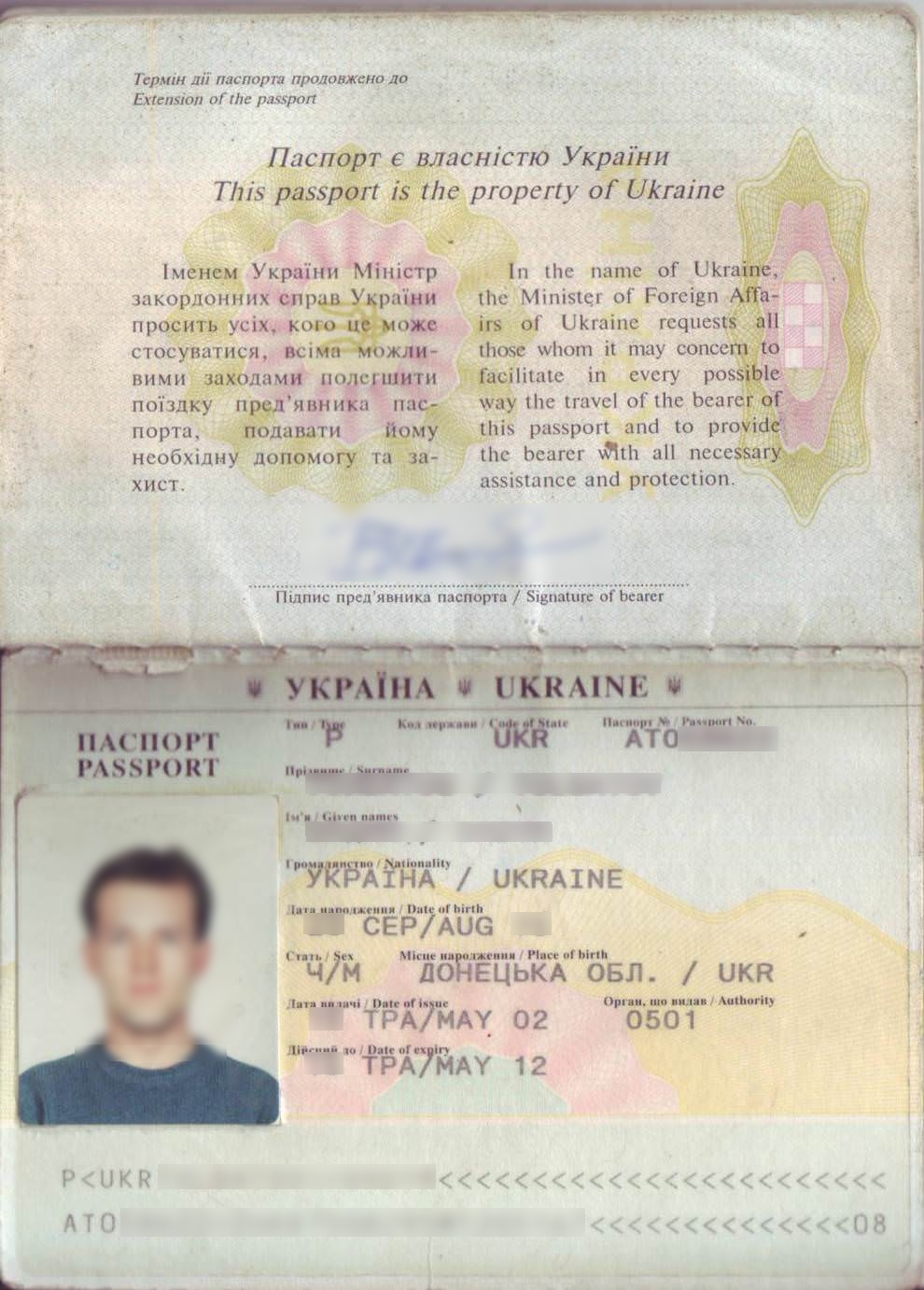
Загранпаспорт Украины образца 1994 года, выданный в Мариуполе Донецкой области

- Паспорт образца 1994 года представляет собой сшитую внакидку нитками обрезную книжечку размером 88 х 125 миллиметров, которая состоит из обложки красного цвета и 32 (64 или 96) страниц.
- Все страницы паспорта пронумерованы и на каждой из них изображён Государственный Герб Украины, сделана надпись «Україна» и перфорирован номер паспорта.
- В верхней части лицевой стороны обложки фольгой золотого цвета напечатано слово «Паспорт», ниже — изображение Государственного герба Украины, под ним — слово «Україна». На внутренней левой стороне обложки поперек вверху напечатано слово «Україна». Ниже слева — слово «Паспорт» и под ним отведено место для фотокарточки предъявителя паспорта (размер фотокарточки — 35×45 миллиметров). Справа — сведения о типе, коде государства, номере паспорта, а также фамилия, имя, отчество, гражданство, дата рождения, пол, место рождения предъявителя паспорта, дата выдачи и орган, выдавший паспорт, дата окончания срока действия паспорта. В нижней части — полоска на всю ширину страницы для машиносчитываемой информации.
- После соответствующего текстового заполнения и размещения фотографии внутренняя сторона обложки заклеивается плёнкой.
- На первой странице паспорта вверху написаны слова — «Срок действия паспорта продлён до» (укр. «Термін дії паспорта продовжено до»). Посередине поперёк — надпись «Паспорт является собственностью Украины» (укр. «Паспорт є власністю України»), под ней — два столбца — на украинском и английском языках с обращением Министра иностранных дел Украины с просьбой облегчить поездку предъявителю паспорта и предоставить ему необходимую помощь и защиту.

В нижней части страницы отведено место для подписи предъявителя паспорта.
- Вторая и третья страницы паспорта предназначены для внесения сведений о детях, которые выезжают за границу вместе с предъявителем паспорта без документов для выезда за границу. Четвёртая и пятая страницы — для особых отметок. Страницы с шестой по тридцать вторую (шестьдесят четвёртую или девяносто шестую) предназначены для проставления виз на въезд в иностранные государства и отметок о пересечении государственной границы предъявителем паспорта.
- Серия паспорта соответствует области, в которой был выдан паспорт (не места рождения и проживания):
  - Крым — ЕС
  - Севастополь — АР
  - Винницкая — АА, АВ, АТ
  - Волынская — АС, АЮ
  - Днепропетровская — АЕ, АК, АМ, АО, АН
  - Донецкая — ВА, ВВ, ВЕ, ВН 0 и ВН 1, ВС, ВТ
  - Ивано-Франковская — СЕ, СС
  - Закарпатская — ВО
  - Запорожская — СА, СВ, СЮ
  - Житомирская — ВН 2 и ВН 3, СТ
  - Киев — МЕ, СИ, СН, СО, ТТ, МЕ
  - Киевская — СК, СМ, СТ
  - Кировоградская — ЕА, ЕВ
  - Луганская — ЕК, ЕМ, ЕН
  - Львовская — КА, КВ, КС
  - Николаевская — ЕО, ЕР
  - Одесская — КЕ, КК, КМ
  - Полтавская — КН
  - Ровенская — СР, МЮ
  - Сумская — МА
  - Тернопольская — МС
  - Харьковская — КС, МК, МН
  - Херсонская — МО
  - Хмельницкая — НА
  - Черкасская — НЕ, НС
  - Черниговская — НК
  - Черновицкая — КР[6]

### Описание бланка паспорта образца 2004 года

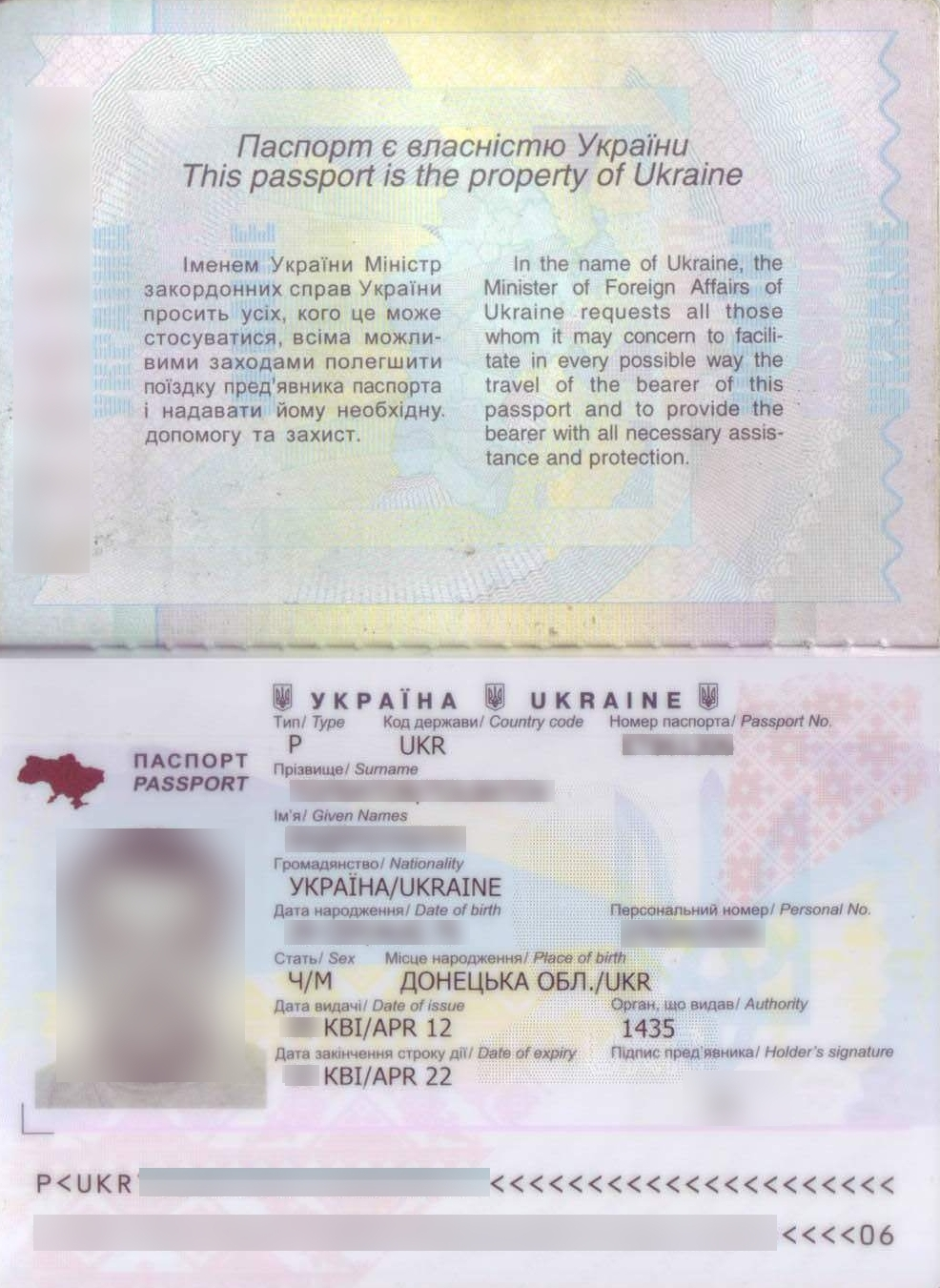
Паспорт гражданина Украины образца 2004 года

Паспорт образца 2004 года имеет аналогичное описание за исключением следующих пунктов:
1. На лицевой стороне обложки паспорта надпись «УКРАЇНА ПАСПОРТ» дублируется на английском языке;
2. Теоретически паспорт выпускается объёмом 32 или 64 страницы, на практике — только 32;
3. Фотография владельца паспорта наносится путём лазерной гравировки;
4. Подпись владельца паспорта наносится на внутреннюю левую страницу путём лазерной гравировки;
5. Исключена графа о продлении срока действия паспорта;
6. Бланки паспортов изготовляются из высококачественной бумаги с использованием специальной защиты и многослойного поликарбоната со специальной защитой;
7. Содержит графу Персональный № (совпадающий с номером записи в Едином государственном демографическом реестре (УНЗР));
8. Машинносчитываемая запись содержит также и персональный номер.[7]

### Описание бланка паспорта образца 2015 года
Паспорт образца 2015 года имеет аналогичное описание 2004 года за исключением следующих пунктов:
1. В правый форзац книжечки встроен бесконтактный электронный носитель (чип);
2. Уникальный номер записи в Едином государственном демографическом реестре вместо индивидуального налогового номера (ІПН)[8]

Заграничный паспорт образца 2007 года
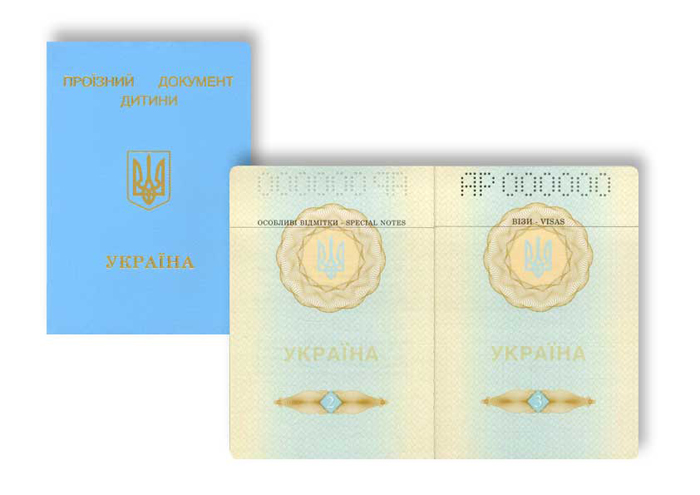
Детский проездной документ
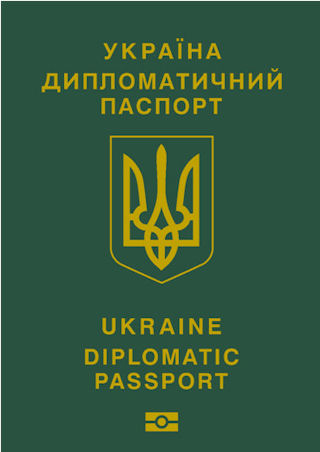
Дипломатический паспорт
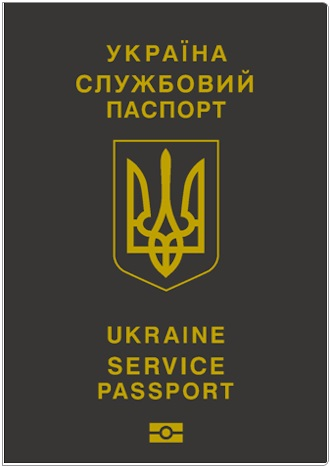
Служебный паспорт
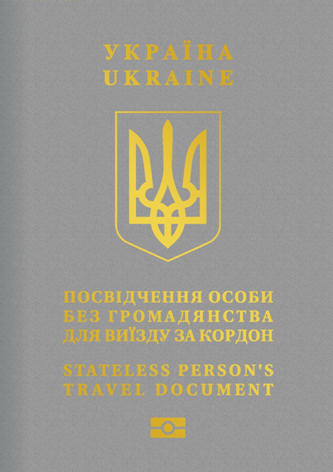
Удостоверение для персон без гражданства
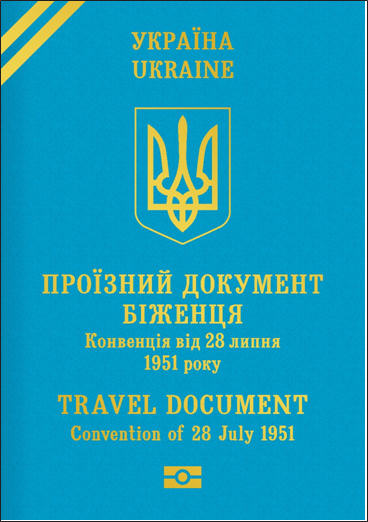
Проездной документ беженца

## Изготовление украинского загранпаспорта в Польше
С 22.08.2022 в столице Польши, городе Варшава начал работать первый стационарный центр ГП «Документ», где можно изготовить такие украинские документы как загранпаспорт, внутренний украинский паспорт и восстановить утерянное украинское водительское удостоверение.
Впоследствии центры ДП «Документ» начали работу в Кракове, Гданьске и Вроцлаве.